# Serguéi Tanéyev
Serguéi Ivánovich Tanéyev (pronunciado: Ta-'ñe-jəv) (también Tanéev o Tanéiev, ruso: Серге́й Ива́нович Тане́ев) (Vladímir, 25 de noviembre de 1856 — Diutkovo, Zvenígorod, 19 de junio de 1915), fue un compositor, pianista, teórico musical y maestro de composición ruso, alumno de Piotr Ilich Chaikovski.

## Biografía
Serguéi Tanéyev nació en Vladímir, en el seno de una familia cultivada y literaria de la nobleza rusa. (Un primo lejano suyo, Aleksandr Tanéyev, también fue compositor además de ser el padre de Anna Výrubova,  altamente influyente en la corte como dama de compañía y mejor amiga y confidente de la zarina Alejandra.)
Comenzó a tocar el piano a los cinco años y entró en el Conservatorio de Moscú en 1866, (el año de su fundación). Entre sus profesores estuvieron Chaikovski en composición y el fundador del conservatorio, Nikolái Rubinstein, en piano. Tanéyev se graduó en 1875, siendo el primer estudiante en la historia del Conservatorio en ganar la medalla de oro en composición y en interpretación (piano). 
En el mismo año (1875), Tanéyev comenzó su carrera como pianista de concierto en Moscú tocando el Concierto para piano n.º 1 en re menor de Johannes Brahms. Tanéyev también fue el solista aquel año para la première en Moscú del Concierto para piano n.º 1 de Chaikovski. Chaikovski quedó claramente impresionado por la interpretación de Tanéyev pues pidió después que Tanéyev estrenase su segundo concierto para piano. (Después de la muerte de Chaikovski, Tanéyev también terminó y estrenó su tercer concierto para piano.) 
Tanéyev era absolutamente cosmopolita. Después de su graduación del conservatorio, Tanéyev pasó cinco años en París, donde se movió en los círculos artísticos y conoció a Iván Turguénev, Gustave Flaubert, César Franck y Camille Saint-Saëns, entre otros. 
Tanéyev enseñó hasta 1905 en el Conservatorio de Moscú, siendo su director entre 1885 y 1889. Tuvo gran influencia como profesor de composición. Entre sus alumnos estuvieron Aleksandr Skriabin, Serguéi Rajmáninov, Reinhold Glière, Paul Juon y Nikolái Médtner. 
Durante los veranos de 1895 y 1896, Tanéyev permaneció en Yásnaia Poliana, el hogar del Lev Tolstói y su esposa Sofía Behrs. Ella desarrolló un apego al compositor que desconcertó a sus hijos y enceló a Tolstói. Sin embargo, después la alivió del sentimiento de aislamiento que experimentó cuando Tolstói se fue apartando de las preocupaciones familiares y se dedicó al anarquismo-pacifismo cristiano que asumió en sus años finales. El encaprichamiento de Sofía con Tanéyev y su música reverbera en la gran y penetrante disección de las relaciones maritales que representa la novela corta de Tolstói La sonata a Kreutzer.
Los últimos años de Tanéyev fueron perturbados por problemas con el alcohol. Murió en Diutkovo, cerca de Moscú, de neumonía contraída después de asistir al funeral de su alumno Skriabin.
Un museo dedicado a Tanéyev está ubicado en Diutkovo (cerca de Zvenígorod), donde murió. También hay una sección dedicada a Tanéyev en el Museo Chaikovski en Klin.

## Música
El estilo de Tanéyev refleja la orientación europea, y especialmente alemana, del Conservatorio de Moscú, en lugar del punto de vista nacionalista ruso de la escuela de Balákirev.
Entre sus composiciones hay nueve cuartetos de cuerda (más dos parcialmente terminados), un quinteto con piano, dos quintetos de cuerda, y otras obras de cámara, entre las que hay un preludio y fuga para piano en Sol sostenido menor; cuatro sinfonías (sólo una publicada en vida, y al menos una incompleta), una suite concertante para violín y un concierto para piano, y otras obras orquestales; una composición para órgano "Coral con variaciones"; música coral y vocal.  Entre sus obras corales hay dos cantatas, "San Juan de Damasco," op. 1 (también conocida como "Un Réquiem Ruso"), y "A la lectura del salmo" (op. 36, algunas veces considerada su canto del cisne). En las obras corales el compositor combina el melos ruso con una destacada escritura contrapuntística.  
Tanéyev consideraba a su Oresteya (Orestíada), originalmente concebida en 1882, como su mejor trabajo. Esta obra, que el compositor tituló una 'trilogía musical' más que una ópera, y que se modeló siguiendo estrechamente la Orestíada original de Esquilo, se estrenó en el Teatro Mariinski el 17 de octubre de 1895. Tanéyev escribió una obertura de concierto separada basada en algunos de los principales temas de la ópera, que fue dirigida por Chaikovski en 1889.

## Discografía selecta
- Russian Piano Quartet. Tanéyev: Cuarteto con piano en mi mayor; Juon: Rapsodia ; Borodín: Danzas polovtsianas. Ames Piano Quartet (Dorian 93215).
- Suite de concierto para violín y orquesta; Entr'acte; Obertura de Oresteya. Vladímir Ashkenazi, Pekka Kuusisto (violín), Filarmónica de Helsinki (Ondine 959-2).
- Trío en mi bemol mayor Op. 31; Trío en si menor; Trío en re mayor. Belcanto Strings (MDG 6341003).
- Quinteto para piano en sol menor Op. 30; Trío con piano en re mayor Op. 22. Mijaíl Pletniov (piano), Vadim Repin (violín) y Lynn Harrell (chelo) acompañados en el quinteto por Ilya Gringolts (violín) y Nobuko Imai (viola) (DG 4775419).
- Sinfonía n.º 2 & Sinfonía n.º 4. Valeri Polianski, Orquesta Sinfónica Estatal Rusa (Chandos 9998).
- Cuartetos de cuerda n.º 1 & 4. Cuarteto Leningrad Tanéyev (LP Melodiya; reedición Northern Flowers NF/PMA 9933) y los otros cuartetos, en cinco volúmenes.